# Municipio de Maple River (Dakota del Norte)
El municipio de Maple River (en inglés: Maple River Township) es un municipio ubicado en el condado de Cass en el estado estadounidense de Dakota del Norte. En el año 2010 tenía una población de 128 habitantes y una densidad poblacional de 1,38 personas por km².

## Geografía
El municipio de Maple River se encuentra ubicado en las coordenadas 46°45′39″N 97°14′22″O / 46.76083, -97.23944. Según la Oficina del Censo de los Estados Unidos, el municipio tiene una superficie total de 92.43 km², de la cual 92,34 km² corresponden a tierra firme y (0,1 %) 0,09 km² es agua.

## Demografía
Según el censo de 2010, había 128 personas residiendo en el municipio de Maple River. La densidad de población era de 1,38 hab./km². De los 128 habitantes, el municipio de Maple River estaba compuesto por el 98,44 % blancos, el 0,78 % eran afroamericanos y el 0,78 % eran de una mezcla de razas. Del total de la población el 0,78 % eran hispanos o latinos de cualquier raza.